# 谢来发 (1967年)
谢来发（1967年12月—），中华人民共和国政治人物，江西萍乡人，中国共产党党籍。第十三届全国人民代表大会江西省代表。

## 生平
谢来发长期在江西省公路主管部门任职，2013年出任中共宜春市委常委、副市长。2015年7月，任中共宜春市委副书记。2018年1月，任上饶市人民政府市长，同年谢来发被选为江西省出席第十三届全国人民代表大会代表。
2020年1月，任九江市人民政府市长。2021年3月，任中共九江市委书记。2022年5月，谢来发转任江西省市场监督管理局局长。2024年8月16日，谢来发因涉嫌严重违纪违法，主动向组织交代问题，随即接受江西省纪委监委纪律审查和监察调查。